# Псеудодокументарна комедија
Псеудодокументарна комедија, документарна пародија или мокументарац (енгл. mockumentary); филмски је или телевизијски жанр, односно поджанр псеудодокументарног филма, у коме се фиктивни догађаји и/или ликови представљају у облику лажног документарца, како би се створила пародија. Овакве продукције се користе као прикривени коментар на неке догађаје или теме, или једноставно само као пародија саме документарне форме. Могу бити комичног, али и драматичног облика. Не треба га мијешати са докудрамом, жанром у којем се драматуршке технике спајају са документарним елементима како би се рекреирали стварни догађаји.
Рани примјери који су послужили као претеча мокументарцу били су Буњуелов филм Земља без хлеба, Велсова радио драма Рат свијетова и разни првоаприлски новински извјештаји и ТВ емисије 1960—их и 1970—их. За ране мокументарце сматрају се филмови Дневник Дејвида Холсмана (1967), Пат Полсон за председника (1968), Узми паре и бежи (1969), и Све што ти је потребно су паре (1978).